# Dave Parker (tastierista)
Dave Parker (15 luglio 1978) è un tastierista statunitense.

## Biografia
Nell'autunno del 1997, formò con Nate Kelley (basso) e Kurt Brown (chitarra) i Bleed Theory, come progetto in studio. Più tardi e su richiesta di Kelley, Morgan Evans (voce) si unì a loro, seguito successivamente da Josh Eppard (batteria). I Bleed Theory rappresentavano un progetto parallelo per Kelley, Evans ed Eppard che, contemporaneamente, facevano anche parte degli Shabütie, dei Fuse e dei 3, rispettivamente.
Nel 1999 Eppard lasciò sia i 3 che i Bleed Theory per sostituire negli Shabütie (i futuri Coheed and Cambria) Kelley, il quale rimase nei Bleed Theory con, alla batteria, Zac Shaw, un amico di lunga data di Kelley ed Evans. Nel 2001 Kelley lasciò i Bleed Theory, rimpiazzato da Mike McCoy al basso e la band cambiò nome in Divest. Quando Parker decise di seguire i Coheed and Cambria come tastierista di supporto durante i tour, i Divest misero fine alla loro attività, prima di riformarsi per breve tempo ancora con Evans, Brown e Kelley.
Nell'autunno del 2004 Parker formò con Joe Maggio, Sean-Paul Pillsworth e Kenny Camacho, i Counterfeit Disaster a cui, nell'inverno del 2005, si aggiunsero Dave Dow e Dave Bodie con l'intento di formare una band che potesse anche suonare dal vivo e non rimanere un progetto in studio. Questo è il gruppo in cui attualmente milita Parker che però continua ad accompagnare come tastierista i Coheed and Cambria in tour.
Nel 2005 ha collaborato, sempre come tastierista, con i Weerd Science per l'album Friends and Nervous Breakdowns e  spesso li segue anche  nelle esibizioni dal vivo.